# T–38 Talon
A T–38 Talon az Amerikai Légierő elsődleges szuperszonikus kiképző repülőgépe, melyet az F–5 könnyű vadászrepülőgép kétüléses változatából fejlesztettek ki, a T–33 Shooting Star leváltására az 1950-es évek végén. Azóta több ország légiereje is hadrendbe állította, napjainkban is szolgálatban állnak. 1974 és 1981 között a Légierő Thunderbirds műrepülő csapata is ezen a típuson repült.
Az USAF-nál a haladók kiképzése során 105 órát kell a típuson eltölteni. Számos NATO-ország pilótáit is az USAF-nál T–38-on képeznek ki. A gép még megtalálható Törökországban, Portugáliában, Németországban, Tajvanon és Dél-Koreában. A NASA-nál, a Thompson- és Boeing-gyáraknál is repülik a típust.